# Tephritis consuta
Tephritis consuta är en tvåvingeart som beskrevs av Wang 1990. Tephritis consuta ingår i släktet Tephritis och familjen borrflugor. Inga underarter finns listade i Catalogue of Life.